# Redondela (película)
Redondela es una película de 1987, dirigida por Pedro Costa Musté. Reconstruye el Caso Reace centrándose en la actuación del abogado defensor y antiguo líder de la CEDA, José María Gil-Robles. Los nombres de los protagonistas fueron ligeramente cambiados.

## El Caso Reace
La desaparición de cuatro mil toneladas de aceite de oliva de los depósitos de Reace en Guixar (Vigo) provocó uno de los mayores escándalos de corrupción económica y criminal del franquismo. Durante las investigaciones varios implicados y testigos fallecieron en circunstancias no aclaradas. El juicio comenzó en octubre de 1974 con una gran expectación, en parte debido a la presunta implicación de Nicolás Franco, hermano de Francisco Franco. El tribunal estaba presidido por Mariano Rajoy Sobredo, el fiscal fue Cándido Conde-Pumpido Ferreiro, y entre los abogados estaban los famosos José María Gil Robles, José María Stampa Braun y Gonzalo Rodríguez Mourullo.

## Argumento
El abogado Gil Ramos intenta aclarar ante los tribunales el robo de cuatro mil toneladas de aceite de los depósitos de Acegasa, pero las personas que podrían declarar como testigos mueren en extrañas circunstancias.

## Reparto
- Patrick Newell como Gil Ramos.
- Carles Velat como Padín.
- Fernando Guillén como José Luis Peña.
- Elena María Tejeiro como mujer de Peña.
- Aitana Sánchez-Gijón como Luisa Peña.
- Carlos Larrañaga como Arturo Méndez.
- Damián Velasco como Ramiro Casares.
- Blanca Sendino como Matilde González Prat.
- Agustín González como Fernando González Prat.
- Manuel de Blas como Valladares.
- Francisco Merino como Noceda.
- Paca Gabaldón como Yuyi.
- Manuel Brieva como Presidente Audiencia.

## Producción
La película se rodó en Vigo y Alcalá de Henares. Durante el rodaje, el actor protagonista, el inglés Patrick Newell desapareció sin dejar rastro y reapareció una semana más tarde en Alemania Occidental. Según su agente, fue a ese país por ser el primer vuelo que encontró en el aeropuerto, y el motivo de la marcha fue una gran gran presión psicológica por las largas jornadas de trabajo y por no entender ninguna palabra de español.
El entonces alcalde de Redondela, Xaime Rei, protestó por el título de la película, alegando que su municipio no tenía nada que ver con el caso.